# Аммиан (презид)
Аммиан (лат. Ammianus) — римский политический деятель второй половины IV века.
Аммиан, по всей видимости, происходил из Египта. Он пользовался некоторым влиянием. До 365 года Аммиан находился на посту, предположительно, асессора магистра оффиций Децентия. В 365 году он занимал должность презида Евфратисии.